# East Cowes Castle (16. Jahrhundert)

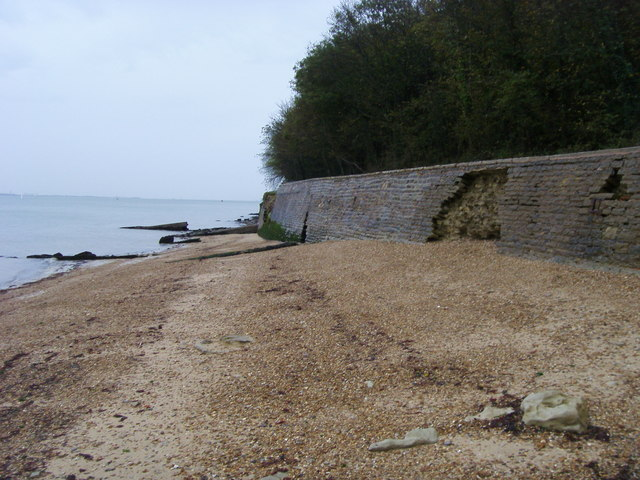
Old Castle Point, der vermutliche Standort von East Cowes Castle

East Cowes Castle (auch Henrician Castle genannt) war ein Fort in East Cowes auf der englischen Insel Isle of Wight. Es wurde in den Jahren 1539 bis 1542 auf Geheiß König Heinrichs VIII. erbaut, um England gegen befürchtete Invasionen aus Frankreich und Spanien zu schützen. Zusammen mit seinem Schwesterfort West Cowes Castle schützte das Fort das Ästuar des Flusses Medina, einen wichtigen Ankerplatz.
East Cowes Castle wurde vermutlich schon 1546 wieder aufgegeben und im 17. Jahrhundert war es bereits verfallen. Heute sind keinerlei Überreste des Forts mehr erhalten und auch sämtliche Details des Aufbaus sind unbekannt. Vermutlich wurde das Gelände des ehemaligen Forts durch die Küstenerosion weggespült.
Die Größe der Garnison und die Baukosten entsprachen ungefähr denen von West Cowes Castle. Somit kann man auch annehmen, dass sich die beiden Forts in etwa glichen. Beide Forts waren erheblich kleiner als viele andere der Henrician Castles.
Der vermutliche Standort des ehemaligen Forts heißt heute Old Castle Point.